# Давид VI Нарін
Давид VI Нарін (груз. დავით VI ნარინი; 1225—1293) — цар Західної Грузії з династії Багратіоні.

## Життєпис
Був сином цариці Русудан від її чоловіка Гіас ад-Діна.
Розвивав дружні стосунки із Золотою Ордою та Єгиптом, відбивав напади ільханату. 1269 року надав притулок Тегудеру, брату Борак-хана, який повстав проти правління ільхана Абака-хана. Коли сили Тегудера почали тероризувати населення Грузії, Давид попрохав про допомогу ханського генерала Сірмона. Незважаючи на це, Абака спробував усунути Давида від влади за допомогою місцевої знаті та відрядив дві експедиції проти Імереті у 1270-их роках. Проте Давиду Наріну вдалось зберегти незалежність і спробувати відновити грузинський вплив у Трапезундській імперії. З цією метою Давид вторгся до меж Трапезунду під час відсутності в Константинополі імператора Іоанна II Комніна у квітні 1282. Хоча грузинам не вдалось захопити столицю, все ж вони зайняли кілька провінцій та допомогли двоюрідній сестрі Іоанна Феодорі, дочці Мануїла I від його грузинської дружини Русудан, зайняти престол 1285 року.
Помер у Кутаїсі 1293 року. Йому спадкував старший син, Костянтин.

## Родина
Був одружений з Тамар, дочкою грузинського дворянина Аманелісдзе. 1254 року одружився з Феодорою, дочкою візантійського імператора Михайла VIII.
Діти:
- Костянтин (від Тамар)
- Михайло (від Тамар)
- Вахтанг (від Тамар)
- Олександр (від Феодори)